# Aleksiej Sobolew
Aleksiej Aleksandrowicz Sobolew (ros. Алексей Александрович Соболев; ur. 1 września 1991 w Nowosybirsku) – rosyjski snowboardzista, specjalista w slopestyle’u i Big Air. Nie startował na igrzyskach olimpijskich. Jego największym sukcesem jest 36. miejsce w slopestyle’u wywalczone na mistrzostwach świata w La Molina. Najlepsze wyniki w Pucharze Świata osiągnął w sezonie 2010/2011, kiedy to wywalczył 19. miejsce w klasyfikacji generalnej (AFU), a w klasyfikacji big air zdobył 9. miejsce.

## Sukcesy

### Mistrzostwa Świata
| Miejsce | Dzień       | Rok  | Miejscowość | Konkurencja | Zwycięzca       |
| ------- | ----------- | ---- | ----------- | ----------- | --------------- |
| DNS     | 15 stycznia | 2011 | La Molina   | Big Air     | Petja Piiroinen |
| 36.     | 22 stycznia | 2011 | La Molina   | Slopestyle  | Seppe Smits     |

### Puchar Świata

#### Miejsca w klasyfikacji generalnej
- 2008/2009 – 253.
  - AFU[2]
- 2010/2011 – 19.
- 2011/2012 –

#### Zwycięstwa w zawodach
1. Bardonecchia – 12 marca 2011 (Slopestyle)

#### Pozostałe miejsca na podium
1. Sztokholm – 19 listopada 2011 (Big Air) – 3.miejsce